# Predole
Predole este o localitate din comuna Grosuplje, Slovenia, cu o populație de 88 de locuitori.